# Carl Frotzler
Carl Frotzler   (10 d'abril de 1873 - 8 de juliol de 1960) fou un compositor austríac.
Estudià al Conservatori de Viena i fou successivament organista de la seva vila nadiua, pianista del príncep Enric XXII de Reuss i mestre de capella del comte Esterházy.
Entre les seves composicions cal citar les òperes:
- Arnelda (1894), que aconseguí el premi de la Societat Germano-Americana de Filadèlfia;
- Mathias Corvino (1896);
- tres Misses, nombrosos Ofertoris, una Simfonia, un Scherzo per a orquestra i moltes peces pera a piano.